# Montredon (Lot)
Pour les articles homonymes, voir Montredon.
Montredon est une commune française, située dans l'est du département du Lot en région Occitanie.
Elle est également dans le Ségala lotois, une région naturelle constituant la frange occidentale de la Châtaigneraie, constituant le parent lotois du Ségala aveyronnais et tarnais.
Exposée à un climat océanique altéré, elle est drainée par le ruisseau de Guirande et par divers autres petits cours d'eau. La commune possède un patrimoine naturel remarquable composé de quatre zones naturelles d'intérêt écologique, faunistique et floristique.
Montredon est une commune rurale qui compte 301 habitants en 2022, après avoir connu un pic de population de 759 habitants en 1866.  Elle fait partie de l'aire d'attraction de Figeac. Ses habitants sont appelés les Montredonais ou  Montredonaises.

## Géographie
Montredon est un petit village pittoresque étagé sur un mamelon et dominé par l'église Saint-Michel. C'est l'emplacement d'un prieuré Saint-Michel qui dépendait de l'abbaye de La Chaise-Dieu.

### Communes limitrophes
La commune est limitrophe des départements de l'Aveyron et du Cantal.
| Bagnac-sur-Célé | Saint-Santin-de-Maurs (Cantal) |                            |
| Felzins         | Montredon                      | Montmurat (Cantal)         |
|                 | Bouillac (Aveyron)             | Livinhac-le-Haut (Aveyron) |

### Climat
Pour des articles plus généraux, voir Climat de l'Occitanie et Climat du Lot.
En 2010, le climat de la commune est de type climat océanique altéré, selon une étude s'appuyant sur une série de données couvrant la période 1971-2000. En 2020, Météo-France publie une typologie des climats de la France métropolitaine dans laquelle la commune est exposée à un climat de montagne ou de marges de montagne et est dans la région climatique Ouest et nord-ouest du Massif Central, caractérisée par une pluviométrie annuelle de 900 à 1 500 mm, maximale en automne et en hiver.
Pour la période 1971-2000, la température annuelle moyenne est de 12,1 °C, avec une amplitude thermique annuelle de 15,7 °C. Le cumul annuel moyen de précipitations est de 1 072 mm, avec 10,6 jours de précipitations en janvier et 6,8 jours en juillet. Pour la période 1991-2020, la température moyenne annuelle observée sur la station météorologique la plus proche, située sur la commune de Faycelles à 17 km à vol d'oiseau, est de 13,1 °C et le cumul annuel moyen de précipitations est de 806,2 mm,. Pour l'avenir, les paramètres climatiques de la commune estimés pour 2050 selon différents scénarios d’émission de gaz à effet de serre sont consultables sur un site dédié publié par Météo-France en novembre 2022.

### Milieux naturels et biodiversité
L’inventaire des zones naturelles d'intérêt écologique, faunistique et floristique (ZNIEFF) a pour objectif de réaliser une couverture des zones les plus intéressantes sur le plan écologique, essentiellement dans la perspective d’améliorer la connaissance du patrimoine naturel national et de fournir aux différents décideurs un outil d’aide à la prise en compte de l’environnement dans l’aménagement du territoire.
Une ZNIEFF de type 1 est recensée sur la commune :
les « buttes calcaires du bassin de Maurs » (1 193 ha), couvrant 4 communes dont une dans l'Aveyron, deux dans le Cantal et une dans le Lot et trois ZNIEFF de type 2, : 
- le « bassin de Maurs et sud de la chataîgneraie » (21 399 ha), couvrant 23 communes dont une dans l'Aveyron, 21 dans le Cantal et une dans le Lot[10] ;
- le « Ségala lotois : bassin versant du Célé » (12 535 ha), couvrant 28 communes dont six dans le Cantal et 22 dans le Lot[11] ;
- la « vallée du Lot (partie Aveyron) » (19 239 ha), couvrant 47 communes dont 39 dans l'Aveyron, cinq dans le Cantal, deux dans le Lot et une dans la Lozère[12].

Cartes des ZNIEFF de type 1 et 2 à Montredon.
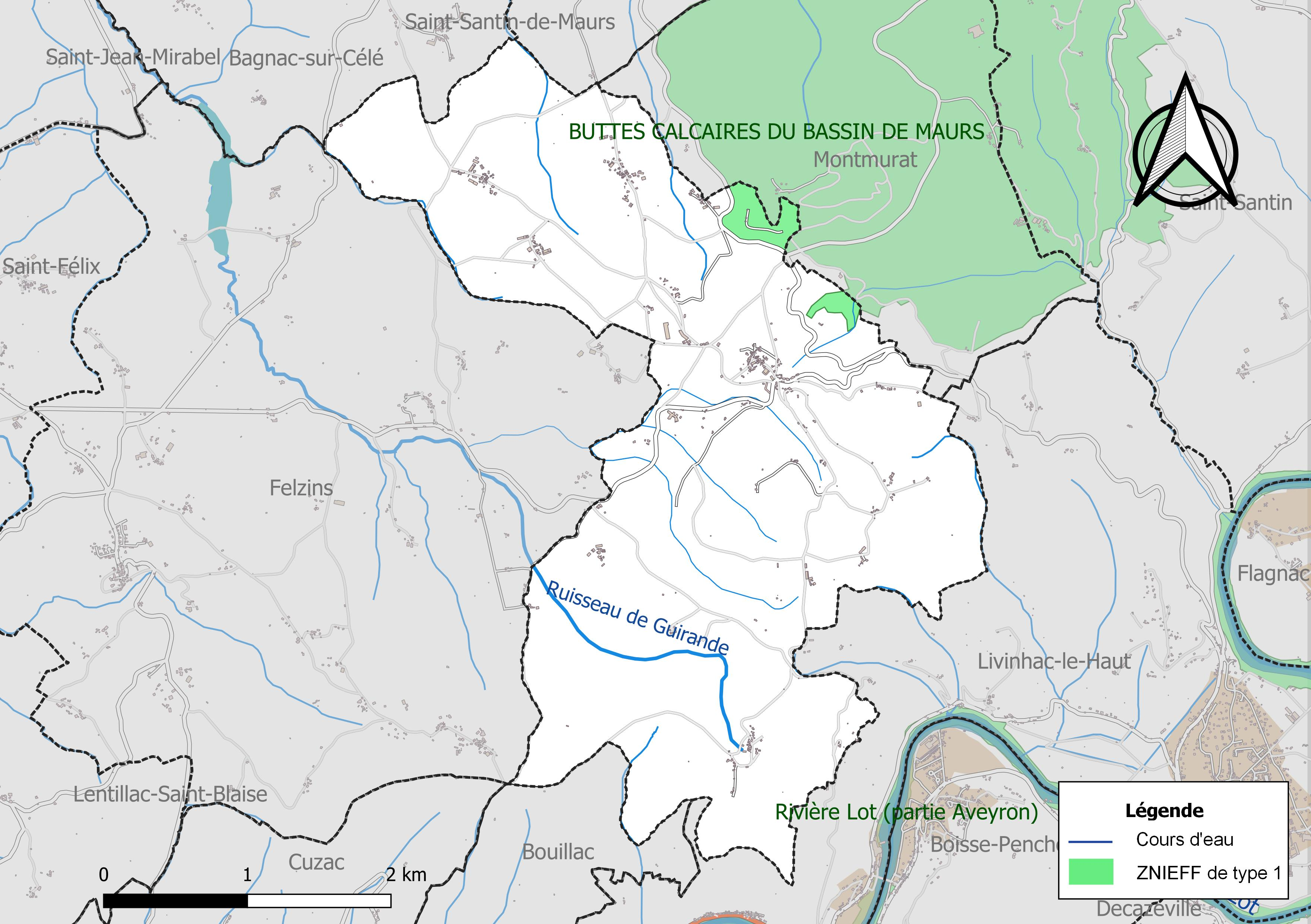
Carte de la ZNIEFF de type 1 sur la commune.
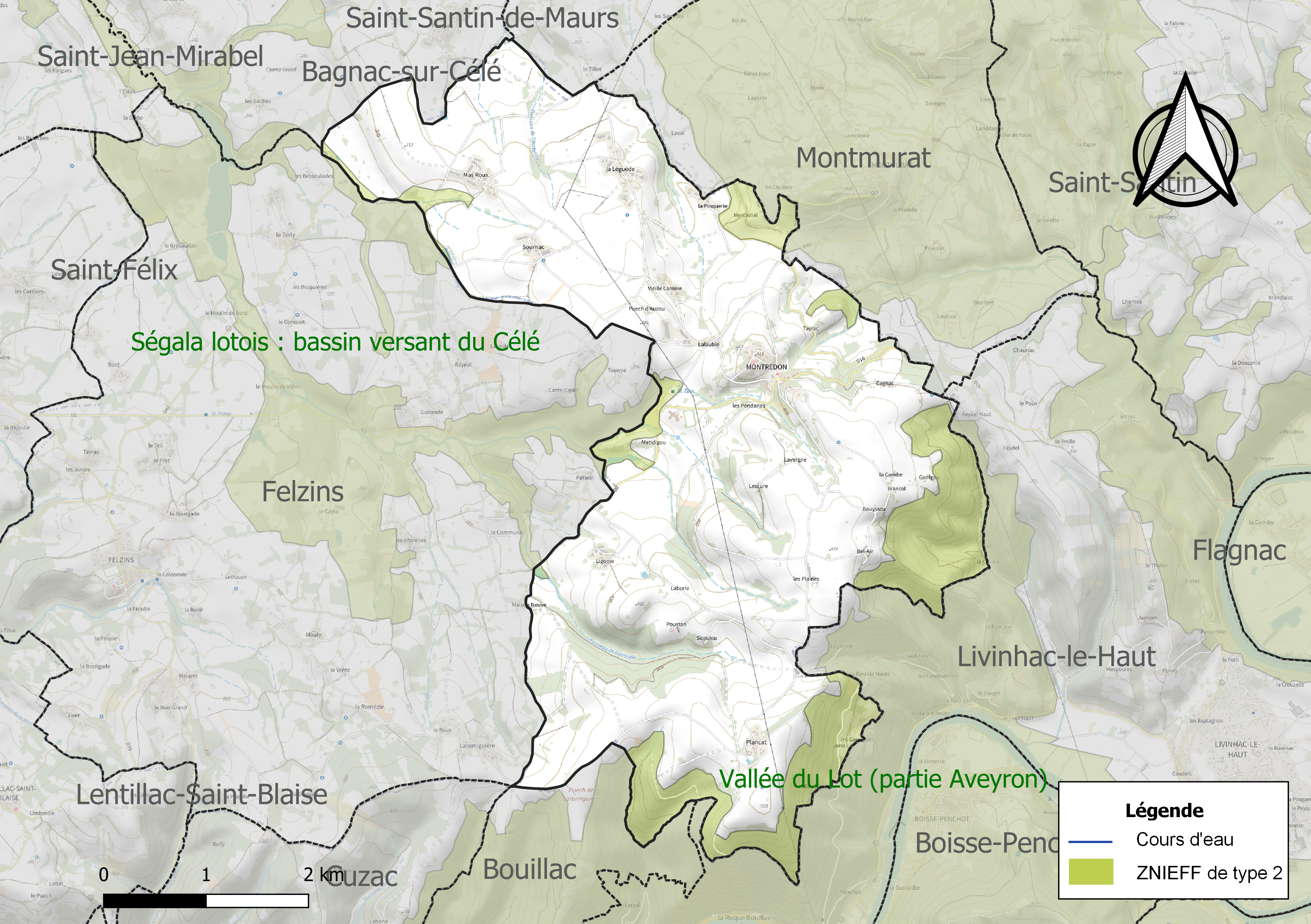
Carte des ZNIEFF de type 2 sur la commune.

## Urbanisme

### Typologie
Au 1er janvier 2024, Montredon est catégorisée commune rurale à habitat très dispersé, selon la nouvelle grille communale de densité à sept niveaux définie par l'Insee en 2022.
Elle est située hors unité urbaine. Par ailleurs la commune fait partie de l'aire d'attraction de Figeac, dont elle est une commune de la couronne,. Cette aire, qui regroupe 59 communes, est catégorisée dans les aires de moins de 50 000 habitants,.

### Occupation des sols
L'occupation des sols de la commune, telle qu'elle ressort de la base de données européenne d’occupation biophysique des sols Corine Land Cover (CLC), est marquée par l'importance des forêts et milieux semi-naturels (50,4 % en 2018), en diminution par rapport à 1990 (53,3 %). La répartition détaillée en 2018 est la suivante : 
milieux à végétation arbustive et/ou herbacée (35,4 %), zones agricoles hétérogènes (26,6 %), prairies (18,9 %), forêts (15 %), terres arables (4,1 %). L'évolution de l’occupation des sols de la commune et de ses infrastructures peut être observée sur les différentes représentations cartographiques du territoire : la carte de Cassini (XVIIIe siècle), la carte d'état-major (1820-1866) et les cartes ou photos aériennes de l'IGN pour la période actuelle (1950 à aujourd'hui).

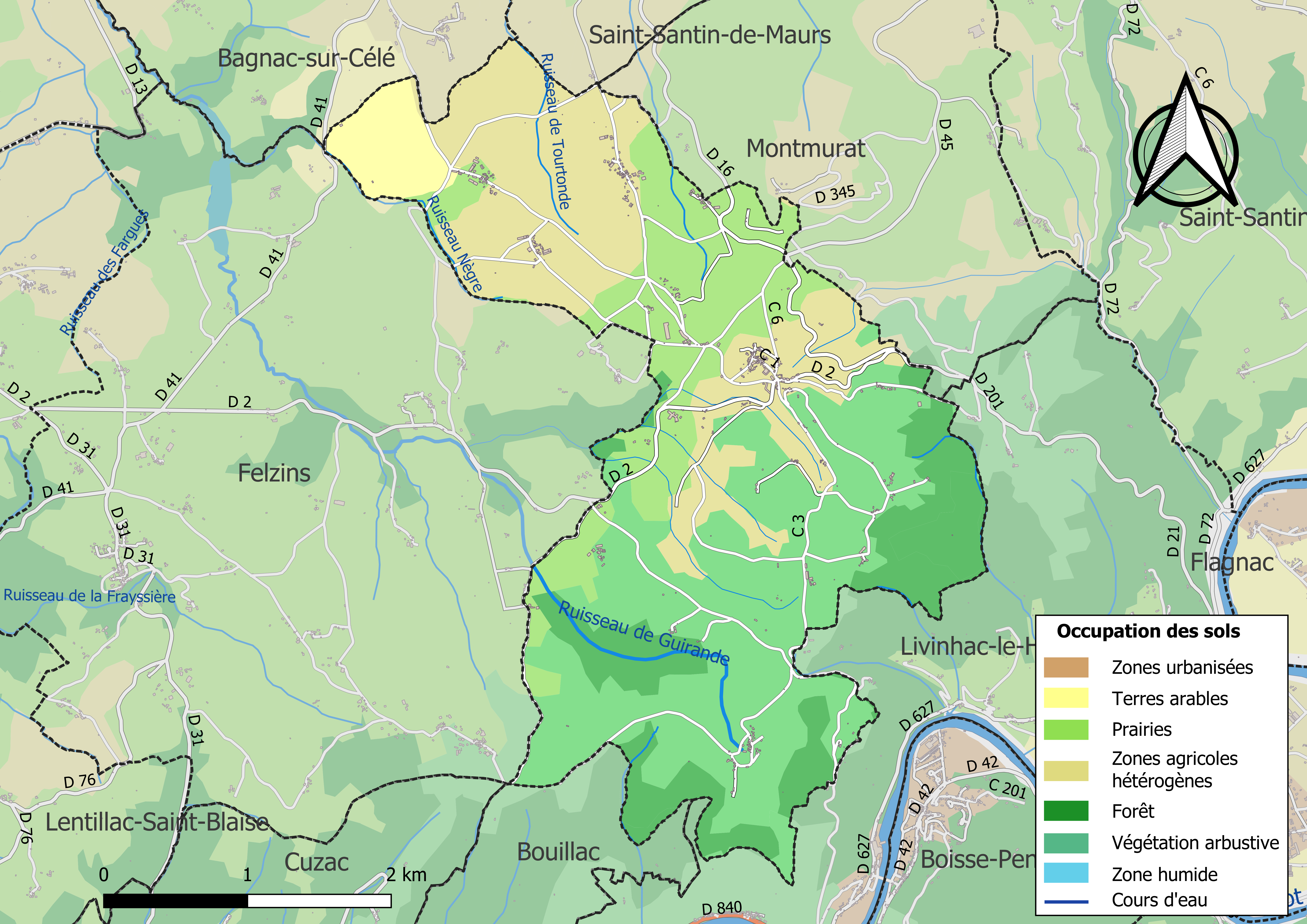
Carte des infrastructures et de l'occupation des sols de la commune en 2018 (CLC).

### Risques majeurs
Le territoire de la commune de Montredon est vulnérable à différents aléas naturels : météorologiques (tempête, orage, neige, grand froid, canicule ou sécheresse), feux de forêts, mouvements de terrains et séisme (sismicité très faible). Il est également exposé à un risque particulier : le risque de radon. Un site publié par le BRGM permet d'évaluer simplement et rapidement les risques d'un bien localisé soit par son adresse soit par le numéro de sa parcelle.

#### Risques naturels
Montredon est exposée au risque de feu de forêt. Un plan départemental de protection des forêts contre les incendies a été approuvé par arrêté préfectoral le 30 novembre 2015 pour la période 2015-2025. Les propriétaires doivent ainsi couper les broussailles, les arbustes et les branches basses sur une profondeur de 50 mètres, aux abords des constructions, chantiers, travaux et installations de toute nature, situées à moins de 200 mètres de terrains en nature
de bois, forêts, plantations, reboisements, landes ou friches. Le brûlage des déchets issus de l’entretien des parcs et jardins des ménages et des collectivités est interdit. L’écobuage est également interdit, ainsi que les feux de type méchouis et barbecues, à l’exception de ceux prévus dans des installations fixes (non situées sous couvert d'arbres) constituant une dépendance d'habitation.

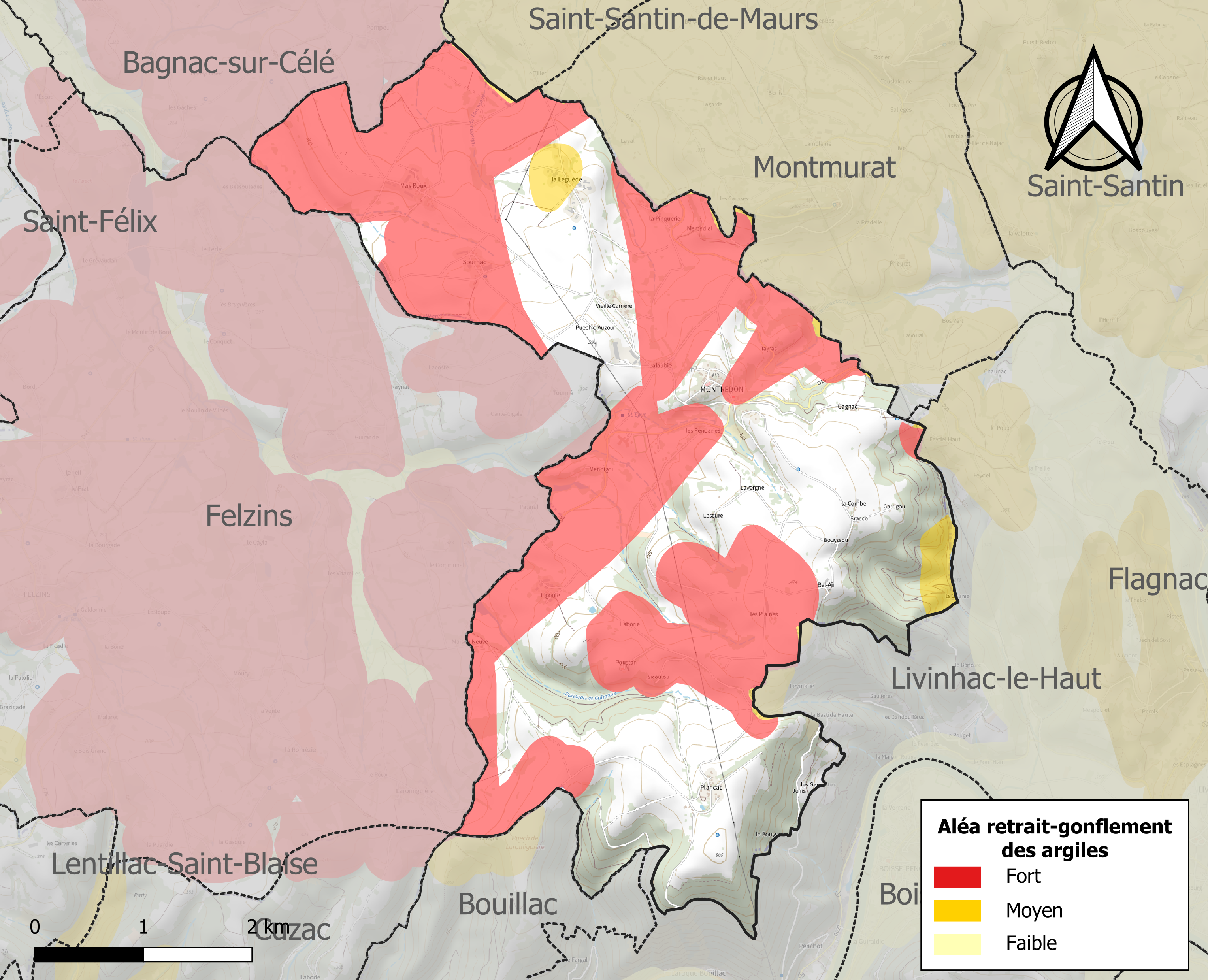
Carte des zones d'aléa retrait-gonflement des sols argileux de Montredon.

Les mouvements de terrains susceptibles de se produire sur la commune sont des éboulements, chutes de pierres et de blocs et des glissements de terrain.
Le retrait-gonflement des sols argileux est susceptible d'engendrer des dommages importants aux bâtiments en cas d’alternance de périodes de sécheresse et de pluie. 52,5 % de la superficie communale est en aléa moyen ou fort (67,7 % au niveau départemental et 48,5 % au niveau national). Sur les 127 bâtiments dénombrés sur la commune en 2019, 54 sont en aléa moyen ou fort, soit 43 %, à comparer aux 72 % au niveau départemental et 54 % au niveau national. Une cartographie de l'exposition du territoire national au retrait gonflement des sols argileux est disponible sur le site du BRGM,.
Par ailleurs, afin de mieux appréhender le risque d’affaissement de terrain, l'inventaire national des cavités souterraines permet de localiser celles situées sur la commune.
La commune a été reconnue en état de catastrophe naturelle au titre des dommages causés par les inondations et coulées de boue survenues en 1982 et 1999. Concernant les mouvements de terrains, la commune a été reconnue en état de catastrophe naturelle au titre des dommages causés par des mouvements de terrain en 1999.

#### Risque particulier
Dans plusieurs parties du territoire national, le radon, accumulé dans certains logements ou autres locaux, peut constituer une source significative d’exposition de la population aux rayonnements ionisants. Certaines communes du département sont concernées par le risque radon à un niveau plus ou moins élevé. Selon la classification de 2018, la commune de Montredon est classée en zone 3, à savoir zone à potentiel radon significatif.

## Toponymie
Le toponyme Montredon (en occitan Montredond) est basé sur le mot latin montem qui désigne un endroit élevé et sur redond qui qualifie une forme arrondie : le mont arrondi.

## Le Pèlerinage de Compostelle
Sur la via Podiensis du pèlerinage de Saint-Jacques-de-Compostelle, on vient de Livinhac-le-Haut ; la prochaine commune est Saint-Félix, et son église romane Sainte-Radegonde.

## Histoire
Le carrefour était autrefois le croisement de la route Bourges-Toulouse et du chemin de Figeac à Rodez, celui de Cahors à Rodez portait le nom de chemin Romipête.

## Politique et administration
| Période                                  | Période          | Identité                 | Étiquette      | Qualité |
| ---------------------------------------- | ---------------- | ------------------------ | -------------- | ------- |
| an 3 (1794-1795)                         | an 3 (1794-1795) | Antoine Blanc            |                |         |
| 1802                                     | 1813             | Pierre Gratacap          |                |         |
| 1813                                     | 1834             | Jean Baptiste Boutaric   |                |         |
| 1834                                     | 1881             | Antoine Gratacap         |                |         |
| 1881                                     | 1901             | Antoine Casimir Gratacap |                |         |
| 1901                                     | 1935             | Adolphe Gratacap         |                |         |
| mars 2001                                | 2014             | Michèle Buze             | sans étiquette |         |
| 2014                                     | En cours         | Michel Delbos            | sans étiquette |         |
| Les données manquantes sont à compléter. |                  |                          |                |         |

La famille Gatacap a tenu la mairie pendant très longtemps : 100 ans d'affilée de père en fils entre 1834 et 1935 !
Pour commémorer cet événement, une plaque a été apposée sur la maison familiale, où elle est toujours visible aujourd'hui.

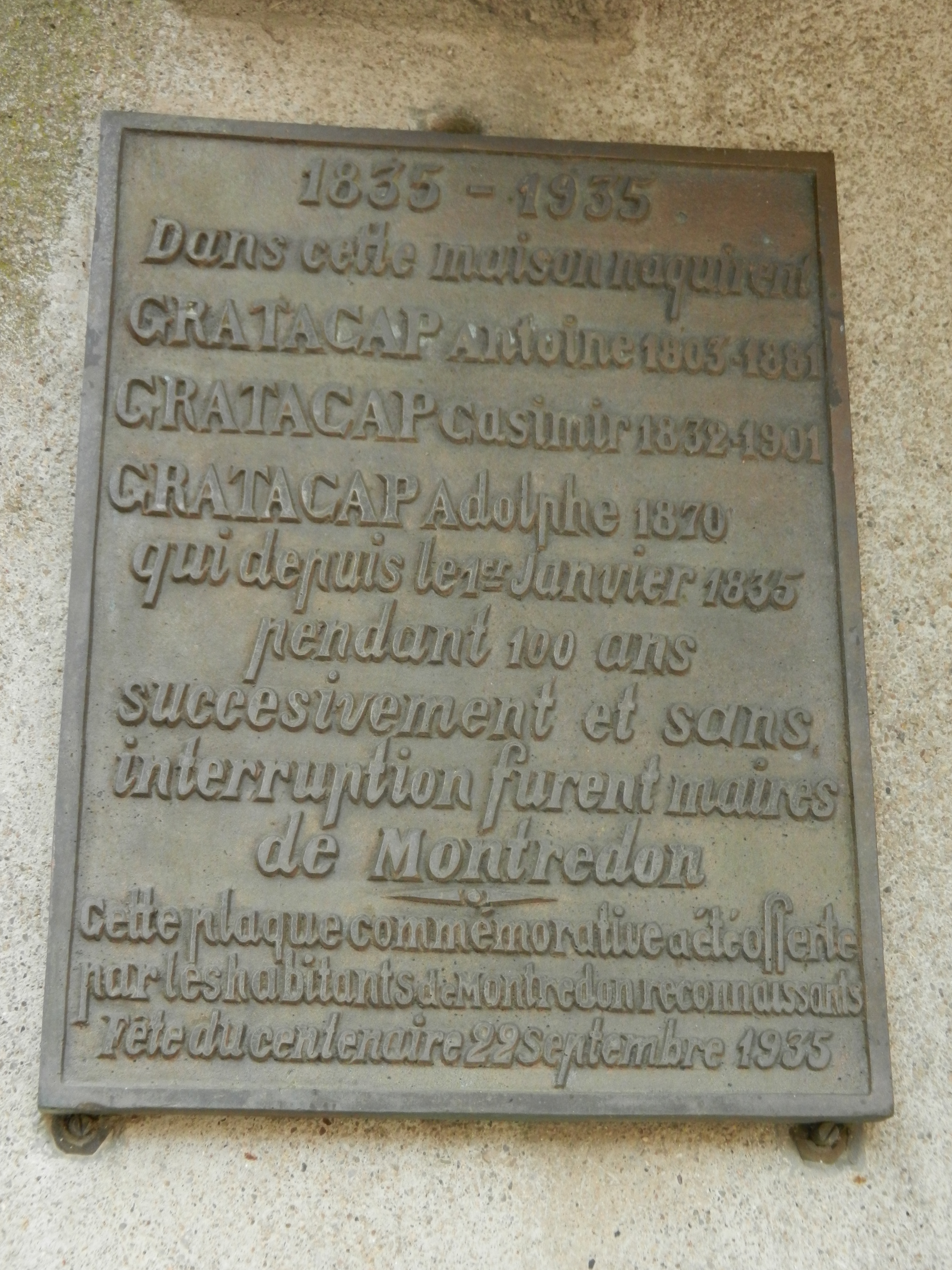
Plaque commémorant les 100 ans de la famille GRATACAP en tant que maire de Montredon

## Démographie
L'évolution du nombre d'habitants est connue à travers les recensements de la population effectués dans la commune depuis 1793. Pour les communes de moins de 10 000 habitants, une enquête de recensement portant sur toute la population est réalisée tous les cinq ans, les populations de référence des années intermédiaires étant quant à elles estimées par interpolation ou extrapolation. Pour la commune, le premier recensement exhaustif entrant dans le cadre du nouveau dispositif a été réalisé en 2006.

En 2022, la commune comptait 301 habitants, en évolution de +1,35 % par rapport à 2016 (Lot : +1,31 %, France hors Mayotte : +2,11 %).
| 1793 | 1800 | 1806 | 1821 | 1831 | 1836 | 1841 | 1846 | 1851 |
| ---- | ---- | ---- | ---- | ---- | ---- | ---- | ---- | ---- |
| 614  | 602  | 628  | 631  | 663  | 676  | 683  | 688  | 709  |

| 1856 | 1861 | 1866 | 1872 | 1876 | 1881 | 1886 | 1891 | 1896 |
| ---- | ---- | ---- | ---- | ---- | ---- | ---- | ---- | ---- |
| 735  | 742  | 759  | 716  | 697  | 651  | 632  | 566  | 555  |

| 1901 | 1906 | 1911 | 1921 | 1926 | 1931 | 1936 | 1946 | 1954 |
| ---- | ---- | ---- | ---- | ---- | ---- | ---- | ---- | ---- |
| 540  | 534  | 509  | 438  | 456  | 420  | 405  | 393  | 339  |

| 1962 | 1968 | 1975 | 1982 | 1990 | 1999 | 2006 | 2011 | 2016 |
| ---- | ---- | ---- | ---- | ---- | ---- | ---- | ---- | ---- |
| 322  | 302  | 301  | 288  | 263  | 286  | 290  | 283  | 297  |

| 2021 | 2022 | - | - | - | - | - | - | - |
| ---- | ---- | - | - | - | - | - | - | - |
| 301  | 301  | - | - | - | - | - | - | - |

## Économie

### Revenus
En 2018, la commune compte 97 ménages fiscaux, regroupant 217 personnes. La médiane du revenu disponible par unité de consommation est de 20 840 € (20 740 € dans le département).

### Emploi
|                | 2008  | 2013  | 2018   |
| -------------- | ----- | ----- | ------ |
| Commune        | 2,1 % | 4,5 % | 11,4 % |
| Département    | 7,3 % | 8,9 % | 9,6 %  |
| France entière | 8,3 % | 10 %  | 10 %   |

En 2018, la population âgée de 15 à 64 ans s'élève à 134 personnes, parmi lesquelles on compte 80,3 % d'actifs (69 % ayant un emploi et 11,4 % de chômeurs) et 19,7 % d'inactifs,. En  2018, le taux de chômage communal (au sens du recensement) des 15-64 ans est supérieur à celui du département et de la France, alors qu'en 2008 la situation était inverse.
La commune fait partie de la couronne de l'aire d'attraction de Figeac, du fait qu'au moins 15 % des actifs travaillent dans le pôle,. Elle compte 72 emplois en 2018, contre 102 en 2013 et 79 en 2008. Le nombre d'actifs ayant un emploi résidant dans la commune est de 94, soit un indicateur de concentration d'emploi de 76,2 % et un taux d'activité parmi les 15 ans ou plus de 43,2 %.
Sur ces 94 actifs de 15 ans ou plus ayant un emploi, 26 travaillent dans la commune, soit 28 % des habitants. Pour se rendre au travail, 85 % des habitants utilisent un véhicule personnel ou de fonction à quatre roues, 4,3 % s'y rendent en deux-roues, à vélo ou à pied et 10,8 % n'ont pas besoin de transport (travail au domicile).

### Activités hors agriculture
11 établissements sont implantés  à Montredon au 31 décembre 2019.
Le secteur de l'industrie manufacturière, des industries extractives et autres est prépondérant sur la commune puisqu'il représente 45,5 % du nombre total d'établissements de la commune (5 sur les 11 entreprises implantées  à Montredon), contre 14 % au niveau départemental.

### Agriculture
La commune est dans le Segala », une petite région agricole occupant la frange est du département du Lot. En 2020, l'orientation technico-économique de l'agriculture  sur la commune est l'élevage bovin, orientation mixte lait et viande.
|               | 1988 | 2000 | 2010 | 2020 |
| ------------- | ---- | ---- | ---- | ---- |
| Exploitations | 41   | 32   | 20   | 13   |
| SAU (ha)      | 953  | 940  | 841  | 786  |

Le nombre d'exploitations agricoles en activité et ayant leur siège dans la commune est passé de 41 lors du recensement agricole de 1988  à 32 en 2000 puis à 20 en 2010 et enfin à 13 en 2020, soit une baisse de 68 % en 32 ans. Le même mouvement est observé à l'échelle du département qui a perdu pendant cette période 60 % de ses exploitations,. La surface agricole utilisée sur la commune a également diminué, passant de 953 ha en 1988 à 786 ha en 2020. Parallèlement la surface agricole utilisée moyenne par exploitation a augmenté, passant de 23 à 60 ha.

## Culture locale et patrimoine

### Église Saint-Michel
L'église actuelle n'a été construite qu'entre 1876 et 1883 par l'architecte Poujade de Figeac (46) mais elle a remplacé un édifice plus ancien qui portait la même dédicace à saint Michel. Le bâtiment apparaît très dégradé dans tous les documents où on le trouve mentionné. L'ancienne église occupait le même terrain que le bâtiment actuel sur la place du village mais elle était entourée du cimetière tel qu'il apparaît sur le cadastre de 1833. Celui-ci a été déplacé en 1856 à son emplacement actuel.

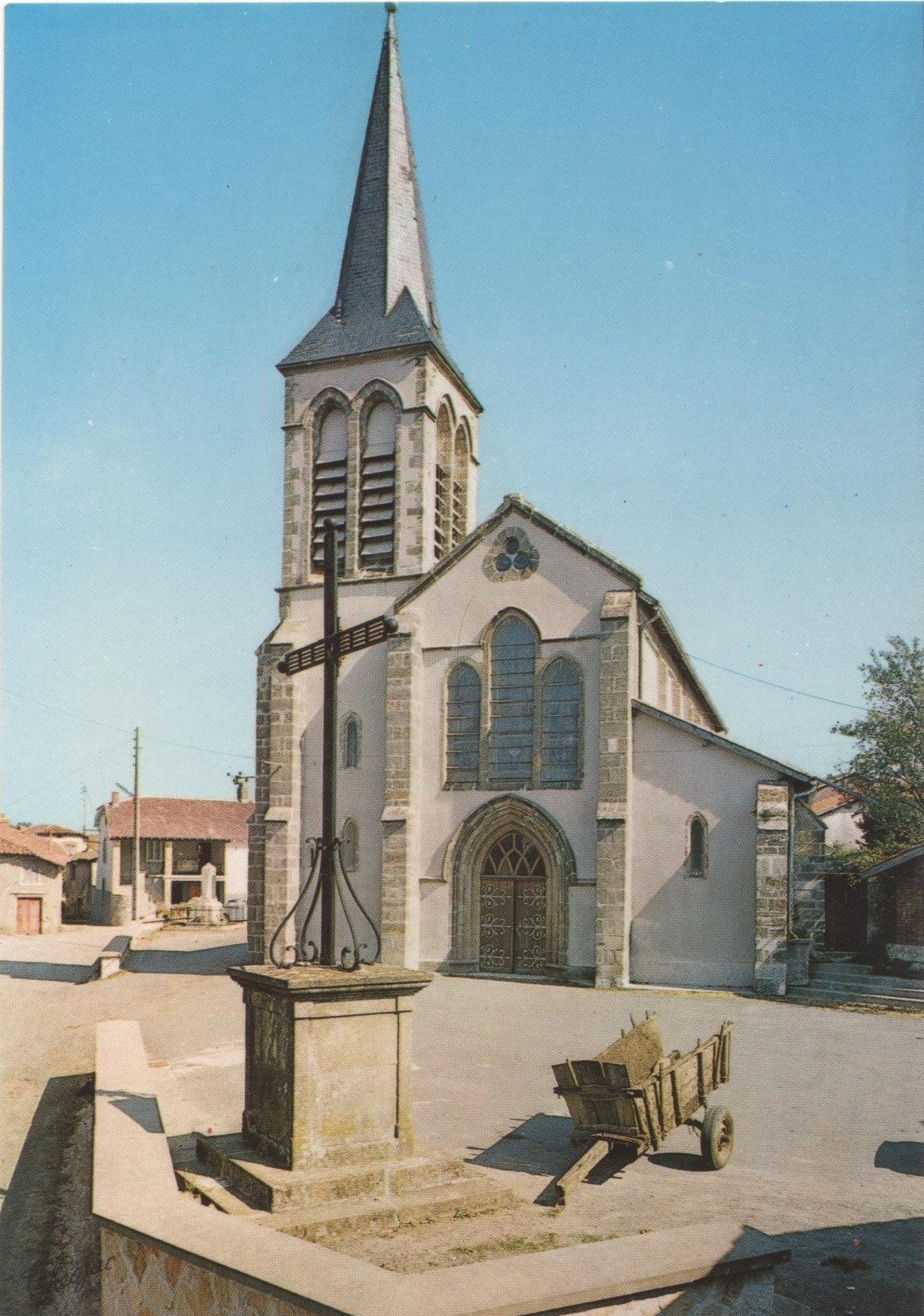
Montredon - Église Saint Michel

### La chapelle Notre-Dame-de-Pitié
Au bas du village, la chapelle Notre-Dame-de-Pitié, dite du carrefour, rebâtie en 1958, remplace une chapelle plus ancienne dont on conserve une statue de pierre fin XVe siècle, et classée en 1910.
Il existe un pèlerinage dédié à N.D de Pitié ou plutôt à la statue qu'elle abrite : une Piéta en pierre polychrome du XVIe siècle. Sa manière de parvenir en possession de la paroisse est on-ne-peut-plus rocambolesque : Elle appartenait à l'origine à la paroisse de Laroque, commune de Livinhac le Haut. Voici le récit de son acquisition tel qu'il a été transcrit par l'abbé Fau dans le cahier-journal de la paroisse :
« Ce village bâti sur la rive droite du Lot remonte à plusieurs siècles. Il a été remarquable par son château seigneurial et par une belle « Mater Dolorosa », statue en pierre de 75cm de haut et de 78cm à la base, placée dans son église.
Les habitants du village de Laroque reçoivent aujourd'hui en abondance l'or des usines toutes voisines. Il n'en était pas de même avant la Révolution. La montagne à pic qui domine les maisons est à peu près aride. Du côté du levant seulement elle est propice à la vigne et peut nourrir quelques maigres châtaigniers.
Quand la France était affamée les habitants de Laroque devaient être dans une misère extrême.
Telle était leur situation quelques années avant le mouvement révolutionnaire. Poussés par la faim, les paroissiens de Laroque vinrent trouver les habitants de Montredon, leurs voisins et leur dirent : « Donnez-nous du blé nous vous livrerons notre statue de la Vierge »
Le marché fut conclu. Les Montredonais prenant la précieuse madone la portèrent en triomphe et la placèrent dans un rustique oratoire érigé au carrefour sur le chemin de Figeac à Livinhac. Le grand nombre des paroissiens de Laroque accueillirent fort mal ce contrat. Cinglés de quolibets […], les vendeurs n'y tenant plus allèrent durant la nuit reprendre leur ancienne statue,  mais ils ne purent rendre le blé et leur acte fut regardé par leurs voisins comme un vol sacrilège. Dans leur indignation les habitants de Montredon tinrent conseil et envoyèrent un explorateur à Laroque. Celui-ci vit la statue sur un socle adossé très haut au mur intérieur de la nef de l'église du côté des rochers de la montagne. Quelques jours après quatre courageux chrétiens de Montredon partent la nuit pour Laroque, descendent la montagne de roche en roche, percent le mur de l'église et remontent péniblement emportant leur précieux fardeau [qui pèse tout de même 94 kg].
Cette fois la Vierge fut mise en sûreté dans l'église paroissiale et y resta jusqu'après la Révolution. Quand le culte fut rétabli on replaça la statue en son premier endroit mais dans un oratoire plus digne de la Vierge […]. »

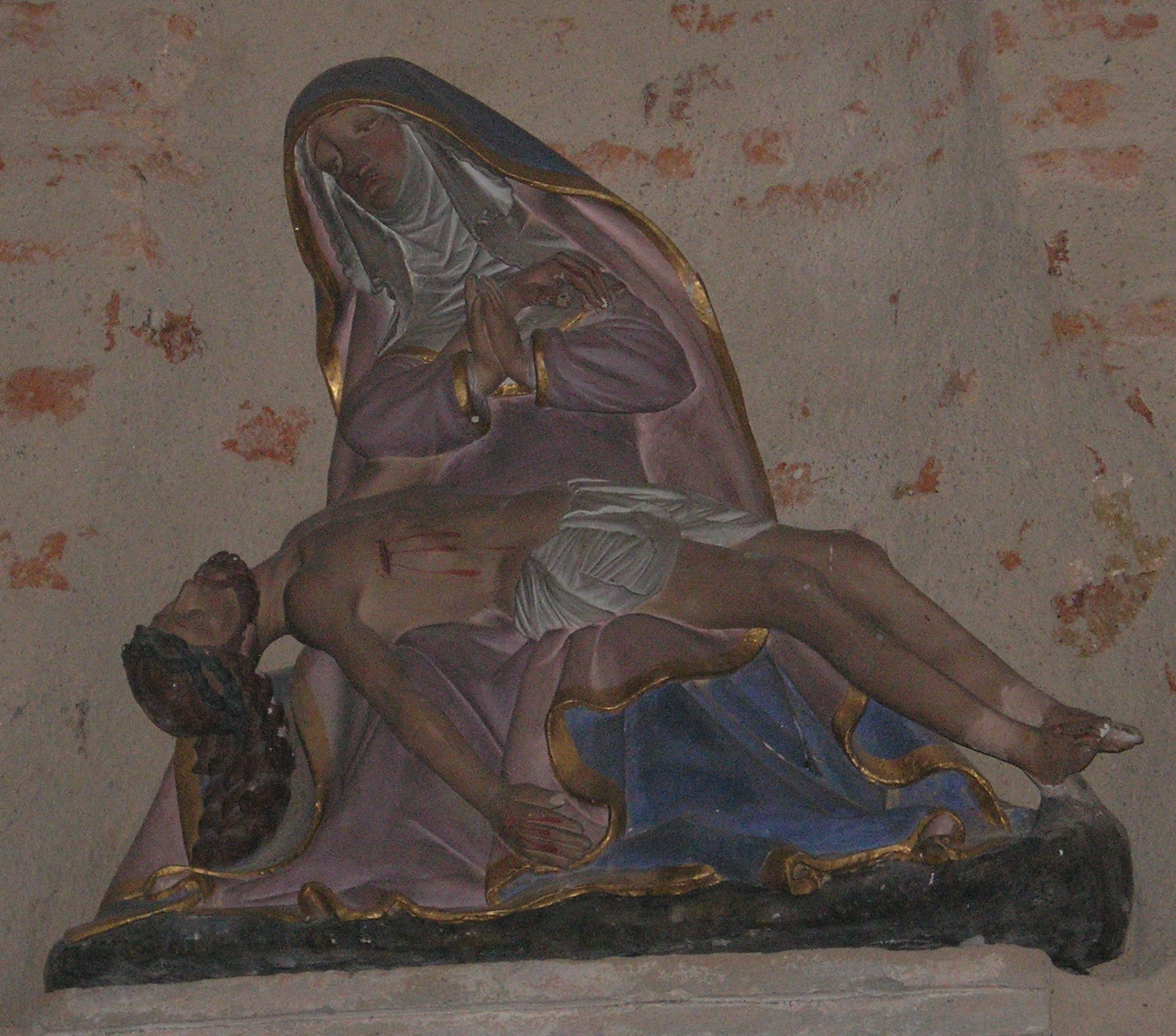
Pietà de la chapelle ND de Pitié de Montredon (46) Pierre peinte du XVIe siècle

- Chapelle de Poustan.

### Le presbytère
Au presbytère, sur le linteau de la porte, on remarque une croix de Malte sculptée, souvenir d'un établissement des Hospitaliers de Saint-Jean. Acheté par un anglais sympathique en 2021.

### Personnalités liées à la commune
- Marie Fabre

Le 8 octobre 1911 paraît dans le journal La Défense un article relatant la guérison de Marie Fabre, du lieu-dit Lalun :
« Il y a trois ans environ, Auguste Fabre, ouvrier de l'usine de Penchot, but par mégarde plusieurs gorgées d'un corrosif quelconque. On disait ses jours comptés.
Il fut pourtant soigné à Viviez par les religieuses de l'hospice de la Vieille Montagne et se remit. Mais sa femme, totalement bouleversée d'émotion, à partir de ce jour perdit la santé. Quatre médecins furent appelés mais ne la guérirent pas. Le curé fut appelé pour lui administrer les derniers sacrements mais elle continua à vivre. Malgré ses 32 ans, elle dépérissait à vue d’œil. Désespérant des remèdes humains, elle voulut partir pour les Roches Massabielles avec le pèlerinage conduit par monsieur l'abbé Fabre, curé de Viviez. Elle partit le 24 septembre et Albert Delbos, du Bouyssou, offrit sa voiture pour conduire la malade à la station de Penchot.
Les lundi, mardi et mercredi elle fut transportée avec les autres malades à la grotte, aux piscines et sur le passage du Saint Sacrement. Mercredi soir, à la fin de la procession, elle se levait brusquement et marchait hors des rangs des malades.
L'automobile de l'hospitalisation s'avançait immédiatement pour l'arracher à la foule accourue autour d'elle et la conduire au bureau médical. Invitée à y monter sans aide, elle s'y est élancée d'un bond agile aux applaudissements de 10 000 spectateurs au moins dont l'enthousiasme est indescriptible. […] Elle était donc guérie.
Montredon le 1er octobre 1911, Fau Curé »

#### Site de l'Insee
1. ↑  « La grille communale de densité », sur le site de l'Insee, 28 mai 2024 (consulté le 28 juin 2024).
2. 1 2  Insee, « Métadonnées de la commune de Montredon ».
3. ↑  « Liste des communes composant l'aire d'attraction de Figeac », sur le site de l'Insee (consulté le 28 juin 2024).
4. ↑  Marie-Pierre de Bellefon, Pascal Eusebio, Jocelyn Forest, Olivier Pégaz-Blanc et Raymond Warnod (Insee), « En France, neuf personnes sur dix vivent dans l’aire d’attraction d’une ville », sur le site de l'Insee, 21 octobre 2020 (consulté le 28 juin 2024).
5. ↑  « REV T1 - Ménages fiscaux de l'année 2018 à Montredon » (consulté le 5 février 2022).
6. ↑  « REV T1 - Ménages fiscaux de l'année 2018 dans le Lot » (consulté le 5 février 2022).
7. 1 2  « Emp T1 - Population de 15 à 64 ans par type d'activité en 2018 à Montredon » (consulté le 5 février 2022).
8. ↑  « Emp T1 - Population de 15 à 64 ans par type d'activité en 2018 dans le Lot » (consulté le 5 février 2022).
9. ↑  « Emp T1 - Population de 15 à 64 ans par type d'activité en 2018 dans la France entière » (consulté le 5 février 2022).
10. ↑  « Base des aires d'attraction des villes 2020 », sur site de l'Insee (consulté le 10 avril 2021).
11. ↑  « Emp T5 - Emploi et activité en 2018 à Montredon » (consulté le 5 février 2022).
12. ↑  « ACT T4 - Lieu de travail des actifs de 15 ans ou plus ayant un emploi qui résident dans la commune en 2018 » (consulté le 5 février 2022).
13. ↑  « ACT G2 - Part des moyens de transport utilisés pour se rendre au travail en 2018 » (consulté le 5 février 2022).
14. ↑  « DEN T5 - Nombre d'établissements par secteur d'activité au 31 décembre 2019 à Montredon » (consulté le 14 février 2022).
15. ↑  « DEN T5 - Nombre d'établissements par secteur d'activité au 31 décembre 2019 dans le Lot » (consulté le 14 février 2022).

#### Autres sources
1. ↑  Carte IGN sous Géoportail
2. 1 2  Daniel Joly, Thierry Brossard, Hervé Cardot, Jean Cavailhes, Mohamed Hilal et Pierre Wavresky, « Les types de climats en France, une construction spatiale », Cybergéo, revue européenne de géographie - European Journal of Geography, no 501,‎ 18 juin 2010 (DOI 10.4000/cybergeo.23155, lire en ligne, consulté le 14 novembre 2023)
3. ↑  « Zonages climatiques en France métropolitaine. », sur pluiesextremes.meteo.fr (consulté le 14 novembre 2023).
4. ↑  « Orthodromie entre Montredon et Faycelles », sur fr.distance.to (consulté le 14 novembre 2023).
5. ↑  « Station Météo-France « Faycelles » (commune de Faycelles) - fiche climatologique - période 1991-2020 », sur donneespubliques.meteofrance.fr (consulté le 14 novembre 2023).
6. ↑  « Station Météo-France « Faycelles » (commune de Faycelles) - fiche de métadonnées. », sur donneespubliques.meteofrance.fr (consulté le 14 novembre 2023).
7. ↑  « Climadiag Commune : diagnostiquez les enjeux climatiques de votre collectivité. », sur meteofrance.fr, novembre 2022 (consulté le 14 novembre 2023).
8. 1 2  « Liste des ZNIEFF de la commune de Montredon », sur le site de l'Inventaire national du patrimoine naturel (consulté le 2 septembre 2021).
9. ↑  « ZNIEFF les « buttes calcaires du bassin de Maurs » - fiche descriptive », sur le site de l'inventaire national du patrimoine naturel (consulté le 2 septembre 2021).
10. ↑  « ZNIEFF le « bassin de Maurs et sud de la chataîgneraie » - fiche descriptive », sur le site de l'inventaire national du patrimoine naturel (consulté le 2 septembre 2021).
11. ↑  « ZNIEFF le « Ségala lotois : bassin versant du Célé » - fiche descriptive », sur le site de l'inventaire national du patrimoine naturel (consulté le 2 septembre 2021).
12. ↑  « ZNIEFF la « vallée du Lot (partie Aveyron) » - fiche descriptive », sur le site de l'inventaire national du patrimoine naturel (consulté le 2 septembre 2021).
13. ↑  « CORINE Land Cover (CLC) - Répartition des superficies en 15 postes d'occupation des sols (métropole). », sur le site des données et études statistiques du ministère de la Transition écologique. (consulté le 14 avril 2021).
14. 1 2  « Les risques près de chez moi - commune de Montredon », sur Géorisques (consulté le 17 octobre 2022).
15. ↑  BRGM, « Évaluez simplement et rapidement les risques de votre bien », sur Géorisques (consulté le 13 septembre 2022).
16. ↑  « Dossier départemental des risques majeurs dans le Lot », sur lot.gouv.fr (consulté le 13 septembre 2022).
17. ↑  « Dossier départemental des risques majeurs dans le Lot », sur lot.gouv.fr (consulté le 13 septembre 2022), chapitre Mouvements de terrain.
18. ↑  « Retrait-gonflement des argiles », sur le site de l'observatoire national des risques naturels (consulté le 13 septembre 2022).
19. ↑  « Liste des cavités souterraines localisées sur la commune de Montredon », sur georisques.gouv.fr (consulté le 13 septembre 2022).
20. ↑  « Cartographie du risque radon en France. », sur le site de l’IRSN, janvier 2021 (consulté le 13 septembre 2022).
21. ↑  Gaston Bazalgues, À la découverte des noms de lieux du Quercy : Toponymie lotoise, Gourdon, Éditions de la Bouriane et du Quercy, juin 2002, 127 p. (ISBN 2-910540-16-2), p. 66.
22. ↑  « Les maires de Montredon », sur Site francegenweb, 19 février 2011 (consulté le 25 octobre 2017).
23. ↑  L'organisation du recensement, sur insee.fr.
24. ↑  Calendrier départemental des recensements, sur insee.fr.
25. ↑  Des villages de Cassini aux communes d'aujourd'hui sur le site de l'École des hautes études en sciences sociales.
26. ↑  Fiches Insee - Populations de référence de la commune pour les années 2006, 2007, 2008, 2009, 2010, 2011, 2012, 2013, 2014, 2015, 2016, 2017, 2018, 2019, 2020, 2021 et 2022.
27. ↑  « Les régions agricoles (RA), petites régions agricoles(PRA) - Année de référence : 2017 », sur agreste.agriculture.gouv.fr (consulté le 14 février 2022).
28. ↑  Présentation des premiers résultats du recensement agricole 2020, Ministère de l’agriculture et de l’alimentation, 10 décembre 2021
29. 1 2  « Fiche de recensement agricole - Exploitations ayant leur siège dans la commune de Montredon - Données générales », sur recensement-agricole.agriculture.gouv.fr (consulté le 14 février 2022).
30. ↑  « Fiche de recensement agricole - Exploitations ayant leur siège dans le département du Lot » (consulté le 14 février 2022).